# Belyta depressa
Belyta depressa är en stekelart som beskrevs av Thomson 1858. Belyta depressa ingår i släktet Belyta, och familjen hyllhornsteklar. Arten är reproducerande i Sverige.